# 埔里社廳城
埔里社廳城，俗稱大埔城，是一座過去存在於今天臺灣南投縣埔里鎮的城池，為清治時期埔里社廳的廳治所在，該廳於光緒元年（1875年）所設，而築城則始於光緒四年（1878年）。此城在日治時期被徹底拆毀，原有的市街型態也被大幅調整。

## 沿革
清光緒四年（1878年）駐守埔里社廳的臺灣鎮總兵吳光亮為防禦與原住民之間的衝突，於是向朝廷奏請後以官帑四千圓開始建築土城，周長約500丈，內有衙署，外則另種有刺竹林，並有護城河環繞，進出城門得通過吊橋，且有衛卒日夜輪流看守。此城建好後，除了是埔里社廳的行政中心外，也是中路開山撫番的政治及軍事重鎮，奠定了清廷在埔里盆地的統治基礎，吸引了不少漢人進入埔里開墾並加速了埔里一帶的漢化。
進入日治時期後，該城在大正三年（1914年）因市區改正而遭到拆毀，而三年後埔里因地震而重創後，日本政府在重建時將原先不規則的街道加擴大、拉直，又新闢了一些街道，使得城內的景觀也大幅改變。

## 建築特色
埔里社廳城形狀接近圓形，高1丈6尺，寬1丈，外有刺竹林與護城河，開有東南西北四方城門，但因城軸線與子午線偏差45°，所以東門其實是在東南方，而南門其實是在西南方，其他的門亦如此偏差。而在城內則設有分府辦公廳與北路協鎮府等衙署。

## 其他
北路協鎮府衙門門口有一對石獅，日治時期曾被移置到能高社、能高神社充當狛犬，後來跟神社石燈籠等文物一同搬到埔里醒靈寺。這對石獅原本放在醒靈寺參聖門，後來經過處理後改放到三川門前。跟舊貌相比，現在的石獅已上有彩繪。

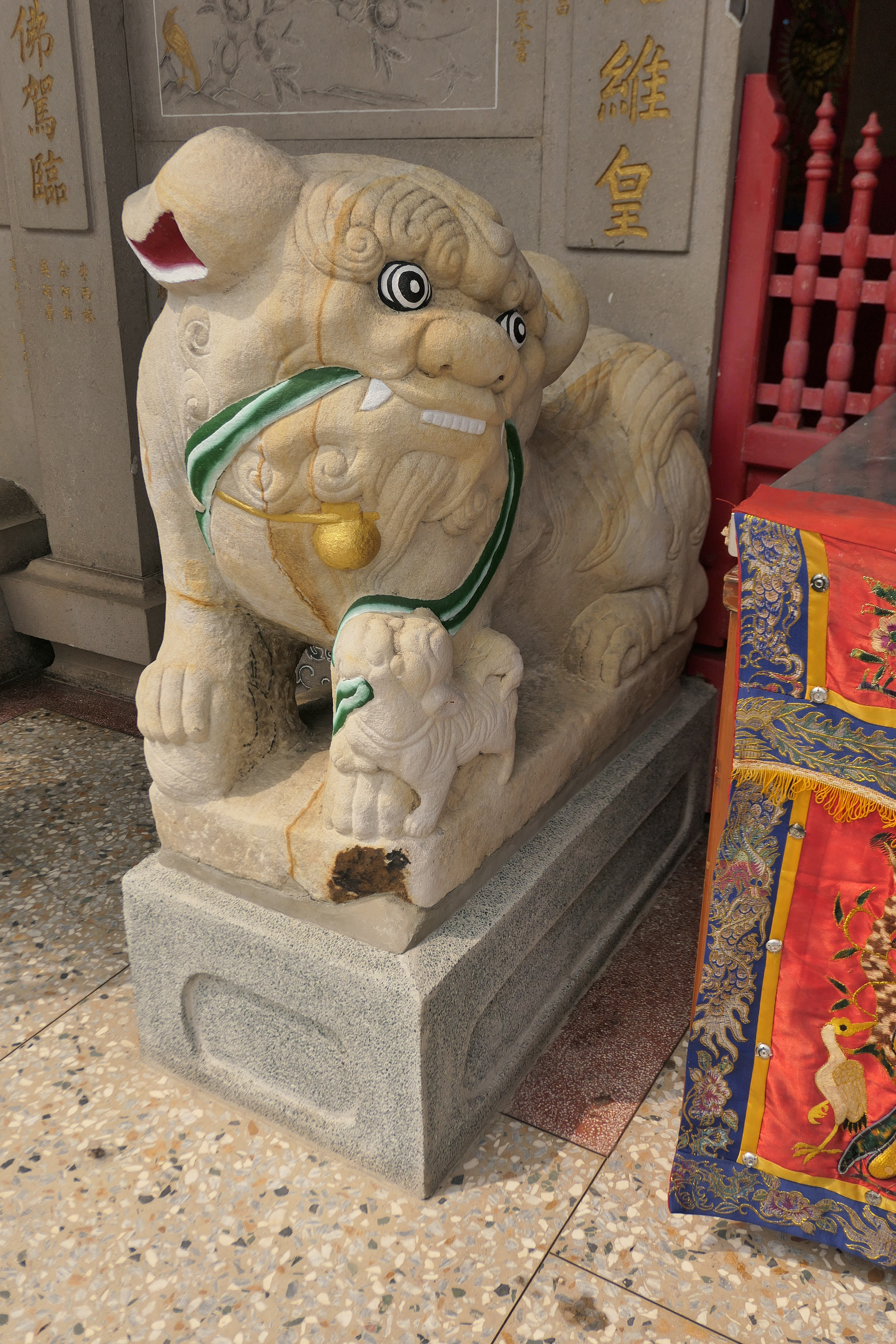
北路協鎮府衙門母石獅
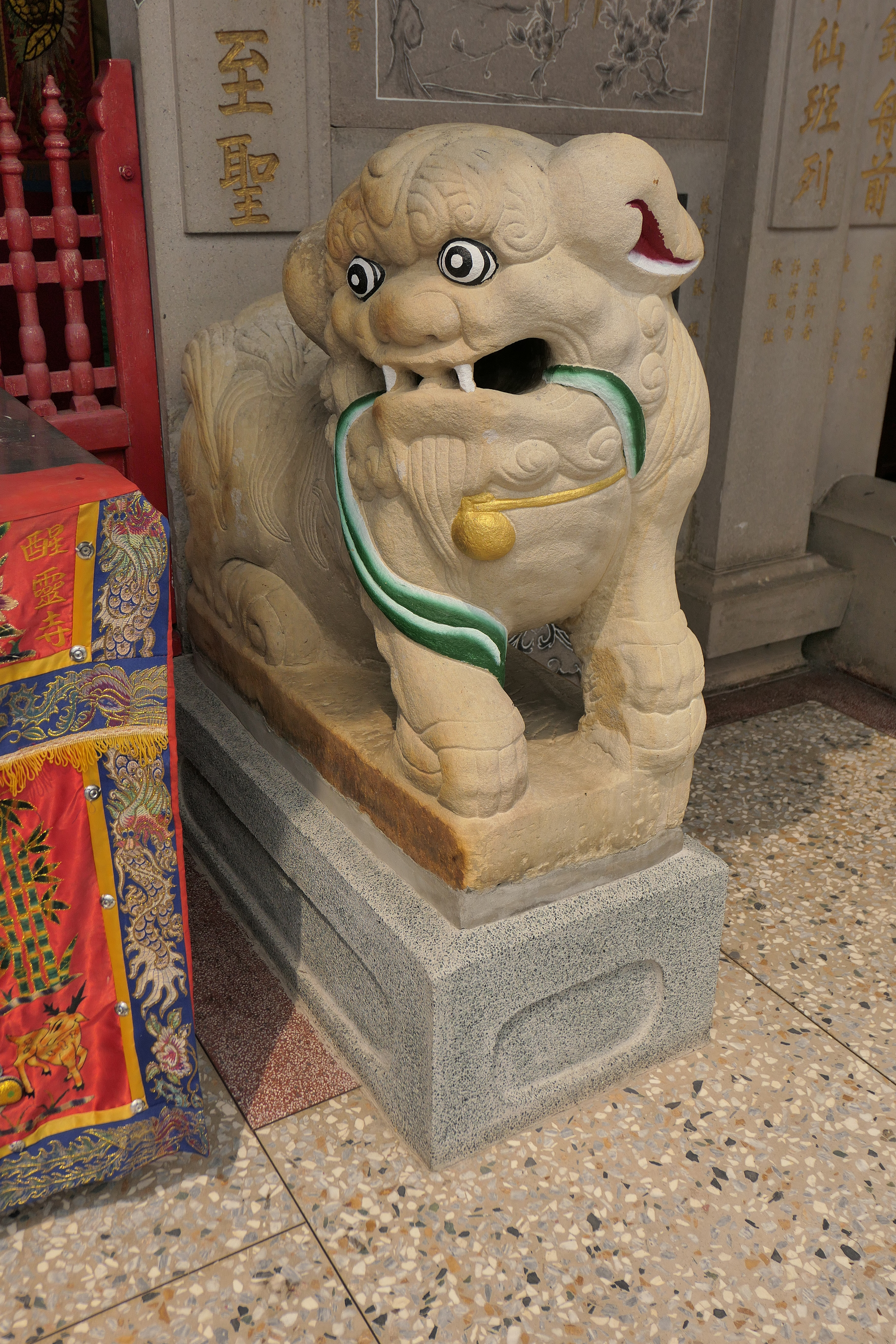
北路協鎮府衙門公石獅